# Sambucus ebulus

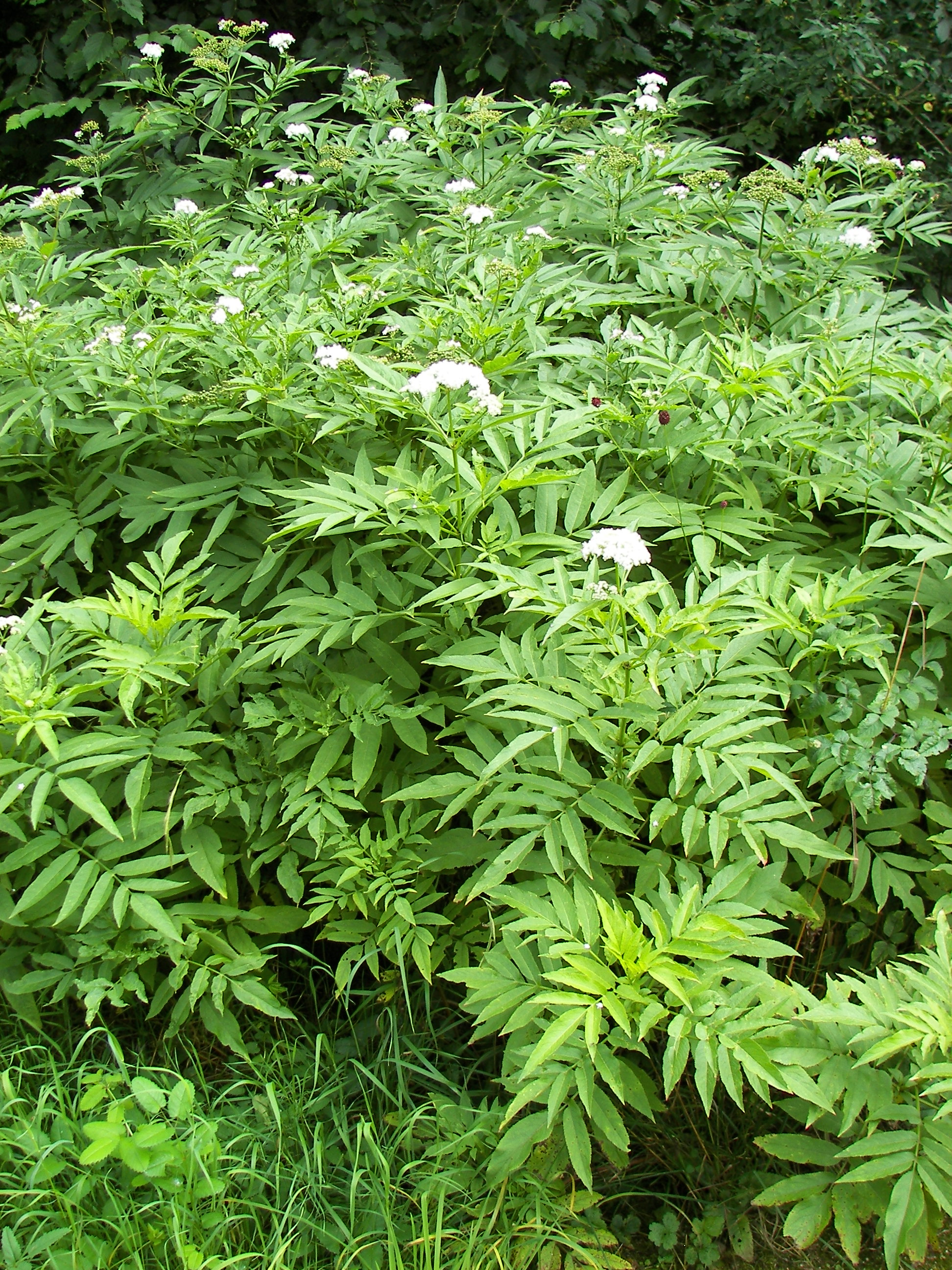
Hábito da planta.

Sambucus ebulus L., comummente conhecido como sabugueiro-anão  ou ébulo, é uma espécie herbácea pertencente à família das Caprifoliáceas, nativa do centro e sul da Europa e do sudoeste da Ásia.

## Nomes comuns
Dá ainda pelos seguintes nomes comuns: engos, sabugueirinho, erva-de-são-cristovão (não confundir com a Actaea racemosa, que consigo partilha este nome comum) e sabugueiro (não confundir com a Sambucus nigra, que consigo partilha este nome comum).

## Características
Cresce até 1–2 m de altura, com caules eretos, usualmente sem ramificação, em grandes grupos unidos por um extenso e perene sistema de rizomas subterrâneos. As folhas são opostas e pinadas, com 15–30 cm de comprimento e 5-9 folíolos. Os caules e as folhas apresentam um aroma fétido.
Os caules terminam num corimbo de 10–15 cm de diâmetro, com numerosas flores brancas (ocasionalmente rosadas). O fruto é uma baga tóxica, de coloração negra, pequena e globosa, com 5–6 mm de diâmetro.
A planta é utilizada em medicina tradicional, sendo-lhe atribuídas propriedades sudoríficas, diuréticas e laxantes.

## Taxonomia
A espécie Sambucus ebulus foi descrita por Lineu e publicada na obra Species Plantarum 1: 269. 1753.

### Etimologia
Quanto ao nome científico desta espécie:
- O nome genérico, Sambucus, deriva da palavra grega sambuke, a designação de um instrumento musical feito de madeira de sabugueiro e o nome utilizado por Plínio para uma árvore possivelmente relacionada com o sabugueiro.[9]
- O epíteto específico, ebulus[10], provém do latim clássico e significa sabugueiro-anão.

### Sinonímia
- Sambucus   paucijuga Steven   [1848]
- Sambucus humilis Mill. [1768]
- Sambucus deborensis Kosanin
- Sambucus herbacea Stokes [1812]
- Ebulum humile Garcke[11]